# 이데 마고로쿠
이데 마고로쿠(일본어: 井出 孫六, 1931년 9월 29일 ~ 2020년 10월 8일)은 일본의 소설가이다.

## 이력
1931년 일본 나가노현 미나미사쿠군에서 태어났고, 도쿄도립구단고등학교를 거쳐, 도쿄 대학 문학과를 졸업하였다. 1969년에 소설가로 데뷔하여, 1974년에는 제42회 나오키상을 수상하였다. 2020년 10월 8일에 지병인 패혈증이 악화하면서 사망하였다.

## 작품 목록
- 중국 잔류 일본인
- 아틀라스 전설

## 가족 관계
- 윗누이 : 마루오카 히데코 (丸岡秀子, 1903년 5월 5일 ~ 1990년 5월 25일)
- 첫째형 : 이데 이치타로 (井出一太郎, 1912년 1월 4일 ~ 1996년 6월 2일)
- 둘째형 : 이데 겐시로 (井出源四郎, 1920년 9월 7일 ~ 2008년 11월 28일)
- 생질 : 이데 쇼이치 (井出正一, 1939년 6월 20일 ~ 2018년 9월 2일)